# Adjudant (fugl)
Adjudant (latin: Leptoptilos dubius) er en storkefugl, der lever i det nordøstlige Indien og det centrale Indokina.